# Tiras

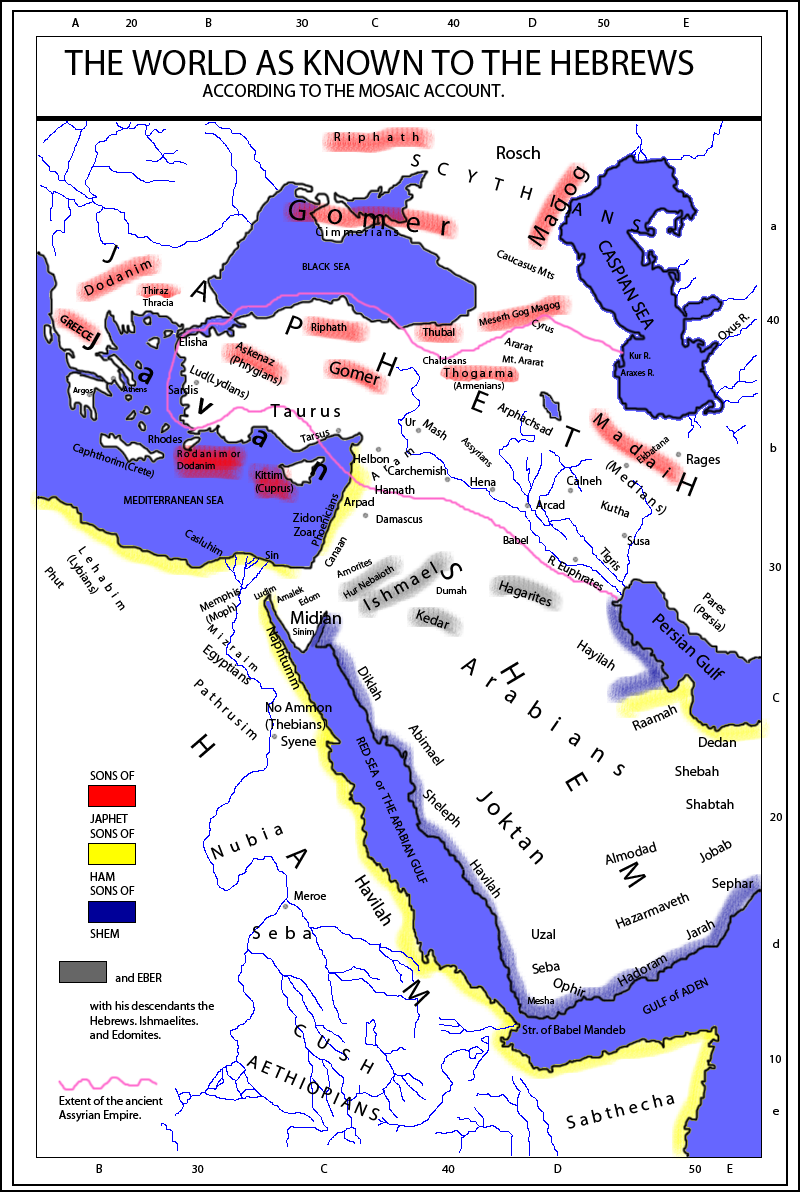
Hipotetyczna lokalizacja potomków Tirasa w Tracji

Tiras (hebr. תִירָס) – postać biblijna ze Starego Testamentu, jeden z siedmiu synów Jafeta (Rdz 10,2). 
Według apokryficznej Księgi Jubileuszów (Jub 9,7-13) miał być przodkiem mieszkańców wysp.
Jego imię tradycyjnie wiązane jest z Tyrrenami (Etruskami) lub Tursza, jednym z Ludów Morza. Józef Flawiusz i późniejsza tradycja rabiniczna wiązały natomiast Tirasa z Tracją.